# Fancy Dance
Fancy Dance är en amerikansk dramafilm från 2023. Filmen är regisserad av Erica Tremblay som även skrivit filmens manus tillsammans med Miciana Alise.
Filmen premiärvisades på Sundance Film Festival den 20 januari 2023 och hade premiär på strömningstjänsten Apple TV+ den 28 juni 2024.

## Handling
Filmen kretsar kring Jax som efter hennes systers försvinnande måste hålla samman med systerdottern Roki. Jax och Roki lagen och ger sig ut på en resa till Grand Nation Powwow i Oklahoma City.

## Rollista (i urval)
- Lily Gladstone – Jax
- Isabel DeRoy-Olson – Roki
- Shea Whigham – Frank
- Audrey Wasilewski – Nancy